# Костенко Олексій Володимирович
Костенко Олексій Володимирович (нар. 9 листопада 1965, Київ) — український науковець і дослідник, доктор наук у галузі права, старший дослідник, військовий, державний службовець 5-го рангу, Президент ГО "Асоціація «Метавсесвіт Україна» («Metaverse-UA»).

## Освіта
- 1990 — Київське вище військове інженерне двічі червонопрапорне училище зв'язку ім. М. І. Калініна за спеціальністю «Радіозв'язок, Радіоінженер».
- 2013 — Інститут прикладного системного аналізу Національного технічного університету України «Київський політехнічний інститут імені Ігоря Сікорського» за спеціальністю «Інформаційні технології проєктування, Аналітик комп'ютерних систем».  Освітній ступінь: магістр.
- 2016 — Факультет соціології і права Національного технічного університету України «Київський політехнічний інститут імені Ігоря Сікорського» за спеціальністю «Правознавство, юрист».

## Кар'єра
- 1990—1992 служба на офіцерських посадах у військах урядового зв'язку.
- 1992—2008 служба на офіцерських та керівних посадах служби безпеки України.
- 2009—2010 — Директор Департаменту інформаційних технологій Державного казначейства України.
- 2013—2015  Начальник Управління функціонування центрального засвідчувального органу Міністерства юстиції України.
- 2015—2016 Начальник Оперативно технічного управління  Національного антикорупційного бюро України.
- 2016—2020 наукова діяльність в Українському науково-дослідному інституті спеціальної  техніки та судових експертиз Служби безпеки України.
- 2020  завідувач наукової лабораторії проблем імерсивних технологій і права наукового центру цифрової трансформації і права Державна наукова установа «Інститут інформації, безпеки і права Національної академії правових наук України»
- 2022 — Президент ГО «Метавсесвіт Україна»)
- 2023 — Старший дослідник (Associate Professor)
- 2023—2025 доцент факультету права Національного авіаційного університету (Associate Professor Faculty of Law National Aviation University)
- 2024 — Головний редактор Open Accessed Journal «Contemporary Issues in Artificial Intelligence» (Canada) .
- 2024 — Член-кореспондент Академії Адміністративно-правових наук

## Наукова діяльність
У 2020 році закінчив аспірантуру Державної наукової установи «Інститут інформації, безпеки і права Національної академії правових наук України», захистив дисертацію на здобуття наукового ступеня доктора філософії в галузі права за спеціальністю 081 (Право).  Дисертацію захищено 30 вересня 2020 року у разовій спеціалізованій вченій раді ДФ 26.501.001 Державної наукової установи «Інститут інформації, безпеки і права Національної академії правових наук України». Тема дисертаційного дослідження:  «Правове забезпечення транскордонного надання електронних довірчих послуг».
Автор монографії «Електронні довірчі послуги: правовий аспект транскордонного використання» (2020), «Identification data management (identification): problems of the conceptual and categorical apparatus» (2021), "Концепція відкритої системи безперервної віртуальної освіти на базі універсальної навчальної платформи «EDIES» Метавсесвіту знань «EBI» (2023), «Digital transformations of society: problems of law» (2024), «Advanced Metaverse Wireless Communication Systems» (Chapter 18: Legal Perspectives of the International Scientific Sandbox Metaverse: Technologies and Foresights for Digital Transformation)(2024).
Автор більш ніж 75 наукових праць опублікованих в державних і іноземних наукових виданнях та міжнародних науково-практичних конференціях із дослідженнями правового регулювання управління ідентифікаційними даними, аватарами, електронними особистостями, застосуванням пристроїв ІоТ, розвитку сучасних технологій Метавсесвіту (WEB 3.0.), цифровими активами, правами інтелектуальної власності на цифрові нематеріальні активи, створення електронної юрисдикції Метавсесвіту, застосування технологій блокчейну, АІ, AR/VR, ICO, ML.
Один із авторів Закону України «Про електронні довірчі послуги».
Співавтор «Енциклопедії соціогуманітарної інформології», Том І-Том II.
Провідний експерт у сфері цифрової трансформації та її впливу на правові системи. Як президент Metaverse-UA та Ph.D юридичних наук, досліджує правові виклики новітніх технологій, зокрема Metaverse.
В рамках своєї роботи в ДНУ Інститут інформації безпеки і права  НАПрН Украіни, розробляє правові принципи для інтеграції Web 3.0-Metaverse, включно з блокчейном, АІ, та ІоТ, у сучасне суспільство. Коло наукових досліджень охоплює як теоретичний аналіз, так і практичні аспекти, адаптивних регуляторних рамок для цифрової ери, що балансують інновації та захист прав особистості. Дослідницька діяльність не обмежується лише теоретичним аналізом; вона також охоплює практичну сторону цифрової ідентифікації, АІ, LLM, блокчейну, AR\VR\XR технологій, аватарів, цифрових особистостей електронних гуманоїдів, права власності та інтелектуальної власності на віртуальні активи, об'єкти та суб'єкти Metaverse тощо та їх транскордонний вплив на розвиток держав та суспільства. Дослідження відкривають нові горизонти для правового регулювання в епоху цифрових технологій та трансформацій, вказуючи на необхідність створення адаптивного сучасного цифрового правового поля, та техніко-юридичних рамок, здатнтх відповідати швидким змінам у технологічному та юридичному ландшафті.
Автор теорій та моделей: теорії електронної юрисдикції Metaverse та Академічної моделі електронної юрисдикції Metaverse, основі електронного базового законодавства — Grand Charter of Laws Metaverse (GLM), Кодексів Metaverse; моделі електронного правосуддя та електронного Кримінального кодексу Metaverse як ключових елементів електронних суспільних відносин в Metaverse; моделі міжнародної «наукової пісочниці Metaverse» з розробки права та форсайтів Metaverse; типової транскордонної модель Metaverse тощо.
Згідно з запропонованою теорією електронної юрисдикції Metaverse правове регулювання суспільних відносин в іммерсивних середовищах потребує розробки комплексної електронної юрисдикції на основі новітнього базового законодавства — Grand Charter of Laws Metaverse (GLM). Відповідно до Моделі GLM повинен містити такі ключові частини: Конституція Metaverse (Велика хартія); загальні норми, склад законів Великої хартії; загальне право Metaverse; судоустрій Metaverse; Кодекс Великої електронної судової палати Metaverse; Акт про електронну канцелярію Metaverse; режим транскордонної взаємодії між різними Metaverse та аналоговим світом; звід фундаментальних технічних регламентів Metaverse; акт управління ідентифікаційними даними Metaverse та їх безпеки; Кодекс немайнових електронних активів та інтелектуальної власності; Кримінальний електронний кодекс Metaverse; звід регламентів кіберзахисту Metaverse; Військовий регламент Metaverse тощо. Вперше це опубліковано в статті «GENESIS OF LEGAL REGULATION WEB AND THE MODEL OF THE ELECTRONIC JURISDICTION OF THE METAVERSE».  Автор моделі Кримінального Кодексу Метавсесвіту (METAVERSE MODEL CRIMINALCODE), та нової Парадигми Філософії Метавсесвіту: від антропоцентризму до метасуб'єктності.

## Сфера наукових інтересів
Формування електронної юрисдикції, впровадження іммерсивних технологій Метавсесвіту (AR, VR,XR, AI, ASI, IDM), ІоТ та ІІоТ, LLM, цифрові близнюки, цифрові аватари, електронні інфлюенсори, цифрові особистості та особи, електронні гуманоїди, права власності та інтелектуальної власності на віртуальні активи, об'єкти та суб'єкти Metaverse,криптографія, електронні довірчі послуги, управління ідентифікаційними даними, ідентифікація, біометрична ідентифікація, застосування пристроїв ІоТ та ІІоТ, відкритих даних, цифрової децентралізації, цифрових адміністративних послуг, цифрових валют, тощо.